# Sexy Stream Liner
Sexy Stream Liner é o décimo álbum de estúdio da banda japonesa de rock Buck-Tick, lançado em 10 de dezembro de 1997 pela gravadora Mercury/PolyGram.

## Recepção
Alcançou a quarta posição nas paradas da Oricon Albums Chart e vendeu cerca de 100,000 cópias.

## Faixas
| N.º            | Título                                               | Letras         | Música                    | Duração |  |
| 1.             | "Thanatos" (タナトス)                                | Sakurai        | Imai                      | 5:23    |  |
| 2.             | "Sexy Stream Liner"                                  | Sakurai        | Imai e Kazutoshi Yokoyama | 2:45    |  |
| 3.             | "Heroin -Angel Dust Mix-" (ヒロイン-angel dust mix-) | Sakurai        | Imai                      | 4:27    |  |
| 4.             | "Muchi no Namida" (無知の涙)                         | Sakurai        | Imai                      | 4:34    |  |
| 5.             | "Lizard Skin no Shoujo" (リザードスキンの少女)       | Imai           | Imai                      | 4:34    |  |
| 6.             | "Rasen Mushi" (螺旋 虫)                              | Sakurai        | Hide                      | 4:33    |  |
| 7.             | "Chouchou" (蝶蝶)                                    | Sakurai        | Hide                      | 4:32    |  |
| 8.             | "Sasayaki" (囁き)                                    | Sakurai        | Imai                      | 4:38    |  |
| 9.             | "Kalavinka" (迦陵頻伽 Kalavinka)                     | Sakurai        | Imai                      | 5:08    |  |
| 10.            | "My Fuckin' Valentine"                               | Imai           | Imai                      | 4:35    |  |
| 11.            | "Schiz.o Gensou" (Schiz.o幻想)                       | Sakurai        | Imai                      | 4:23    |  |
| 12.            | "Kimi ga Shin... Dara" (キミガシン...ダラ)           | Sakurai        | Imai                      | 5:11    |  |
| Duração total: | Duração total:                                       | Duração total: | Duração total:            | 54:48   |  |

## Ficha técnica

### Buck-Tick
- Atsushi Sakurai - vocal
- Hisashi Imai - guitarra solo, vocais de apoio
- Hidehiko Hoshino - guitarra rítmica
- Yutaka Higuchi - baixo
- Toll Yagami - bateria
- produzido por Buck-Tick

### Músicos adicionais
- Kazutoshi Yokoyama - manipulação e teclado

### Produção
- Akira Terabayashi - produtor executivo
- Toshihiro Nara - arranjamento de ritmo e co-produção
- Hitoshi Hiruma - co-produção, gravação e arranjamento
- Mitsuhara Harada - engenheiro de masterização
- Ken Sakaguchi - direção de arte
- Kazutaka Minemori - técnico de guitarra e baixo